# Le Déjeuner de jambon
Le Déjeuner de jambon est un tableau de Nicolas Lancret peint en 1735 et conservé au musée Condé du château de Chantilly.

## Historique
Ce tableau est une commande de 1734 du roi Louis XV au peintre Lancret, pour la salle à manger des petits appartements du château de Versailles, qui le réalise l'année suivante. Un reçu est établi en son nom pour la somme de 2 400 livres pour la réalisation de ce tableau. Il faisait pendant au Déjeuner d'huîtres de Jean-François de Troy. La toile est alors enchâssée dans des boiseries. Il est en place en 1737 et figure dans l'inventaire des collections royales à cette date. Mais dès 1768, les tableaux ont quitté les appartements à la suite de leur réaménagement en salles d'offices et de cuisines. En 1784, les tableaux sont présents à la surintendance du château.
À la Révolution, le tableau est saisi et expédié au Muséum central des arts, ancêtre du musée du Louvre. À la Restauration, en 1817, Louis-Philippe Ier, alors duc d'Orléans, réclame l'œuvre ainsi que son pendant. Il déclare en effet que ces deux œuvres proviennent de la collection de son ancêtre, le Régent Philippe d'Orléans, son ancêtre, alors qu'en réalité elles ne lui ont jamais appartenu. Louis-Philippe envoie les deux tableaux, ainsi que Le Déjeuner de chasse, récupéré de la même manière dans son château d'Eu. Son fils, le duc d'Aumale l'acquiert, en 1857, lors de la vente des collections de son père à Londres. Il obtient que les deux pendants soient retirés de la vente : Le Déjeuner de jambon est acquis pour 4 000 francs. Il les installe dans sa propriété d'Orléans House à Twickenham. Ces tableaux ont pour lui une valeur sentimentale : son père lui décrivait les noms des personnages ici représentés. Selon Jules Guiffrey, il s'agissait de Philippe d'Orléans, dit le Gros, festoyant au sein de la Société des Bonnets de coton. Mais outre le fait que cette identification est impossible en raison de la date tardive du tableau, les historiens de l'art doutent aujourd'hui qu'il puisse représenter des personnages ayant réellement existé. En effet, la Société des Bonnets de coton a été fondée en 1760 alors que Lancret est mort en 1743 et que le tableau de Chantilly est daté de 1735.
Revenu en France en 1871, le duc d'Aumale l'expose dans la grande galerie de son château de Chantilly, actuellement propriété de l'Institut de France.

## Description et analyse
Le tableau représente une scène de repas aristocratique dans un cadre champêtre. Il représente un déjeuner de campagne autour d'un jambon accompagné de champagne,. Le tout se déroule sur un fond de paysage dominé par la statue d'un satyre.
Le peintre Lancret est traditionnellement considéré comme l'inventeur d'un genre pictural : celui de la scène de repas de chasse. Un autre tableau représentant un Repas au retour de la chasse est déjà peint par lui vers 1725 pour le marquis Henri-Camille de Beringhen (musée du Louvre). Il satisfait ainsi la passion du roi Louis XV pour la chasse. Il est d'ailleurs l'un des rares peintre de genre à recevoir des commandes royales régulières.

## Œuvres en rapport

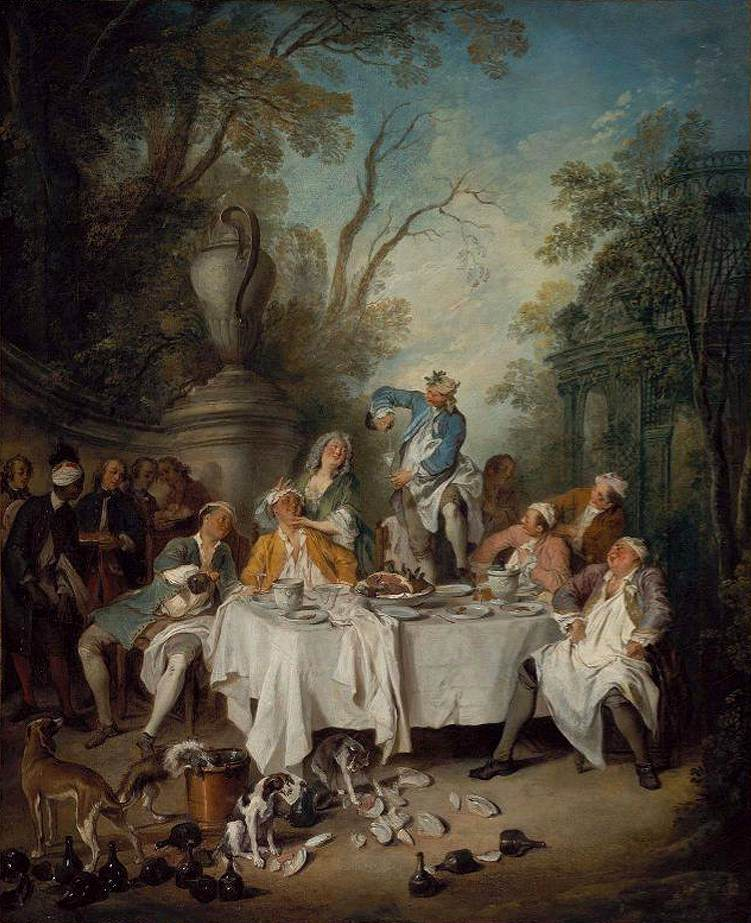
Copie autographe du musée de Boston.

Une copie du tableau, plus petite mais de la main de Lancret, est conservée au musée des beaux-arts de Boston. Il s'agit d'une toile commandée par le financier Ange Laurent Lalive de Jully qui comporte quelques variantes : la statue de satyre est remplacée par une urne, la table ovale est devenue carrée et la décoration des assiettes n'y est qu'un simple filet,.
Une étude de deux hommes du tableau à la sanguine est conservé à la Pierpont Morgan Library (inventaire 1985-11).